# Billetes del Tíbet
Los primeros billetes del Tíbet se emitieron entre 1912 y principios de 1913 (1658-59 del calendario tibetano), con valores faciales de 5 (verde o azul), 10 (rojo), 15 (violeta), 25 (marrón o amarillo) y 50 (azul o púrpura) tam, numerados a mano con tinta negra por calígrafos autóctonos especialmente entrenados para ello. Presentan en el anverso un sello rojo a la izquierda, símbolo de la autoridad del dalái lama, otro, negro a la derecha, de la «Tesorería del Gobierno» o «Banco del Gobierno», junto al siguiente texto escrito en alfabeto 'Phags-pa:

gangs ljongs bod rgyal khab chen boi lugs zung chab
srid dbu kyi lo chig stong drug brgya bcu nga brgyad
phun tshogs sde zhii dpal mnga phan bdei spyi nor
chos srid gnyis ldan gyi rab byung bco lnga bai shog dngul
1658 años desde la fundación de la secular forma religiosa de gobierno en el gran país del Tíbet, la tierra de las nieves, el papel moneda del 15.º ciclo (rab byung) del gobierno de la religión y la política (chos srid gnyis ldan), la joya universal de beneficio y bendición, dotada de las cuatro clases de auspicios.

Traducción propuesta por el personal del Tibetan Works and Archives de Dharamsala.

Pese a que continuaron apareciendo nuevas series, la mayoría (salvo las de 50 tam, más sofisticadas, emitidas entre 1926 y 1941) siguieron presentando invariablemente la fecha de emisión de los primeros (1658 = 1912greg.).
En 1937 o 1938, se pone en circulación el billete de 100 tam srang o simplemente 100 srang, en el que aparece inicialmente el mismo sello octogonal rojo de las primeras emisiones (que pronto será remplazado por otro circular más pequeño), junto a un nuevo tipo de sello negro con la inscripción: srid zhi'i dpal bar. Se imprimió regularmente entre 1939 y 1945 y, de nuevo, entre 1951 y 1959 –sin fecha–, resultando relativamente abundante aún dentro del mercado numismático.
Cabe mencionar por último las series de 10, impresas en tres colores (rojo, azul y negro) entre 1940 y 1948, 5 –también sin fecha– y 25 srang, emitidas de 1950 a 1955.
Finalmente, fueron retirados de la circulación, siendo sustituidos por el renminbi chino en 1959.

## Catálogo
| Imagen | Pik  | Valor facial | Periodo de emisión | N.º de serie      |
| ------ | ---- | ------------ | ------------------ | ----------------- |
|        | P-1  | 5 tam        | 1658 = 1912greg.   | 35 385 35 358     |
|        |      | 10 tam       | 1659 = 1913greg.   | 163 17 674 17 674 |
|        | P-3  | 15 tam       | 1659 = 1913greg.   | 3006              |
|        | P-4  | 25 tam       | 1659 = 1913greg.   | 15 383 15 383     |
|        | P-5  | 50 tam       | 1659 = 1913greg.   |                   |
|        | P-7  | 50 tam       | 1926-27greg.       |                   |
|        | P-8  | 5 srang      | 1942-46greg.       |                   |
|        | P-9  | 10 srang     | 1692 = 1946greg.   |                   |
|        | P-10 | 25 srang     | 1941-47greg.       |                   |
|        | P-11 | 100 srang    | 1942-59greg.       |                   |